# Jan Olesiński
Jan Olesiński (ur. 26 września 1956 w Katowicach) – polski pięcioboista, nauczyciel wf, medalista mistrzostw świata, olimpijczyk z Moskwy 1980.
Zawodnik klubu CWKS Legia Warszawa w latach 1976–1984. Dwukrotny indywidualny wicemistrz Polski w latach 1982, 1984.
Drużynowy mistrz świata z roku 1981 (partnerami byli:Janusz Pyciak-Peciak, Zbigniew Szuba), indywidualnie wywalczył 6. miejsce. Uczestnik mistrzostw świata w Budapeszcie w 1979 roku, podczas których wywalczył 6. miejsce w drużynie, oraz mistrzostw w Warendorf w 1983 roku gdzie wywalczył 6. miejsce drużynowo.
Na igrzyskach w Moskwie indywidualnie zajął 11. miejsce, a w drużynie (partnerami byli: Janusz Pyciak-Peciak, Marek Bajan) zajął 4. miejsce.
Zwycięzca pierwszych zawodów triathlonowych w Polsce (Poznań – 1984).
Odznaczony m.in. srebrnym Krzyżem Zasługi.